# Pragmatie
Pragmatie (von gr. pragma, Sache) bezeichnet einen Typ von Schriften des Aristoteles. Die Pragmatien sind die nicht zur Veröffentlichung gedachten, auch esoterisch genannten Schriften, (im Gegensatz zu den exoterischen Schriften, die zur Veröffentlichung gedacht waren). Der weitaus größte Teil der überlieferten Schriften, das Corpus Aristotelicum, besteht aus Pragmatien.
Der Ausdruck stammt daher, dass Aristoteles die wissenschaftliche Thematisierung eines bestimmten Sachgebiets pragmateia nennt.
Überwiegend bestehen die Pragmatien nicht aus stilistisch ausgearbeitetem Text, sondern sind durch grammatikalisch unvollständige Sätze, Gedankensprünge und Dubletten gekennzeichnet. Aufgrund dieses Stils wurden sie teilweise als Vorlesungsmanuskripte bezeichnet. Es ist weitgehend umstritten, dass sie in irgendeiner Form Grundlage der Vorlesungen des Aristoteles in der Akademie bzw. später im Lykeion waren und in diesen Einrichtungen studiert worden sind. Neben dem Stil stellt auch der Inhalt an den Leser große Ansprüche, da Aristoteles beim Adressaten große Vorkenntnisse fremder Texte und Theorien voraussetzt, deren Urheber in vielen Fällen nicht genannt wird. Verweise auf die exoterischen Schriften zeigen, dass deren Kenntnis ebenfalls vorausgesetzt wird. Die Dubletten und ausgearbeitetere Textpassagen lassen darauf schließen, dass Aristoteles mindestens in einigen Fällen an eine Veröffentlichung gedacht hat.
Nach Eckart Schütrumpf können sich die von ihm untersuchten Pragmatien (u. a. die Politik) hinsichtlich ihrer stilistischen Ausformung mit den Meisterwerken der attischen Prosa des 4. Jahrhunderts messen lassen. Darum weist er die These zurück, bei den betreffenden Schriften handele es sich um Vorlesungsskripte. Stattdessen seien sie als literarische Dokumente für ein (fachkundiges) Lesepublikum abgefasst worden.